# دين سميث (سائق سيارة سباق)
دين سميث (بالإنجليزية: Dean Smith)‏ هو سائق سيارة سباق بريطاني، ولد في 22 مارس 1988 في ولفرهامبتن في المملكة المتحدة.

## روابط خارجية
- دينيسي سميث على موقع DriverDB.com (الإنجليزية)